# Andreas Skovgaard
Andreas Skovgaard Larsen (27 marzo 1997) è un calciatore danese, difensore del KS Cracovia.

## Statistiche

### Presenze e reti nei club
Statistiche aggiornate all'8 gennaio 2018.
| Stagione            | Squadra             | Campionato          | Campionato | Campionato | Coppe nazionali | Coppe nazionali | Coppe nazionali | Coppe europee | Coppe europee | Coppe europee | Altre coppe | Altre coppe | Altre coppe | Totale | Totale |
| Stagione            | Squadra             | Comp                | Pres       | Reti       | Comp            | Pres            | Reti            | Comp          | Pres          | Reti          | Comp        | Pres        | Reti        | Pres   | Reti   |
| ------------------- | ------------------- | ------------------- | ---------- | ---------- | --------------- | --------------- | --------------- | ------------- | ------------- | ------------- | ----------- | ----------- | ----------- | ------ | ------ |
| feb.-mag. 2016      | Nordsjælland        | SL                  | 15         | 0          | CD              | -               | -               | -             | -             | -             | -           | -           | -           | 15     | 0      |
| 2016-2017           | Nordsjælland        | SL                  | 18+6       | 0          | CD              | 2               | 0               | -             | -             | -             | -           | -           | -           | 26     | 0      |
| 2017-2018           | Nordsjælland        | SL                  | 12         | 0          | CD              | 2               | 0               | -             | -             | -             | -           | -           | -           | 14     | 0      |
| Totale Nordsjælland | Totale Nordsjælland | Totale Nordsjælland | 51         | 0          |                 | 4               | 0               |               | -             | -             |             | -           | -           | 55     | 0      |
| Totale carriera     | Totale carriera     | Totale carriera     | 51         | 0          |                 | 4               | 0               |               | -             | -             |             | -           | -           | 55     | 0      |